# Unité de gestion des stocks
Pour les articles homonymes, voir Stock (homonymie), UGS (homonymie) et SKU (homonymie).
L'unité de gestion des stocks ou UGS également appelé unité de vente consommateur ou UVC est la traduction de l'anglais SKU, qui signifie « stock keeping unit ». Il ne s'agit pas d'une unité de mesure mais d'une référence unique de produit utilisée en gestion des stocks. Elle désigne une référence élémentaire (par exemple une marque ou un modèle), à un niveau suffisamment déterminé pour servir à la gestion précise des volumes disponibles. Chaque UGS est généralement désignée par un code, mais il n'y a pas de standardisation dans ce domaine.